# 아 포르사 두 케레르
《아 포르사 두 케레르》(포르투갈어: A Força do Querer)는 2017년 방영된 브라질의 텔레노벨라이다.